# Leucopogon clelandi
Leucopogon clelandi är en ljungväxtart som beskrevs av Edwin Cheel. Leucopogon clelandi ingår i släktet Leucopogon och familjen ljungväxter. Inga underarter finns listade i Catalogue of Life.